# Československý odboj (1939–1945)

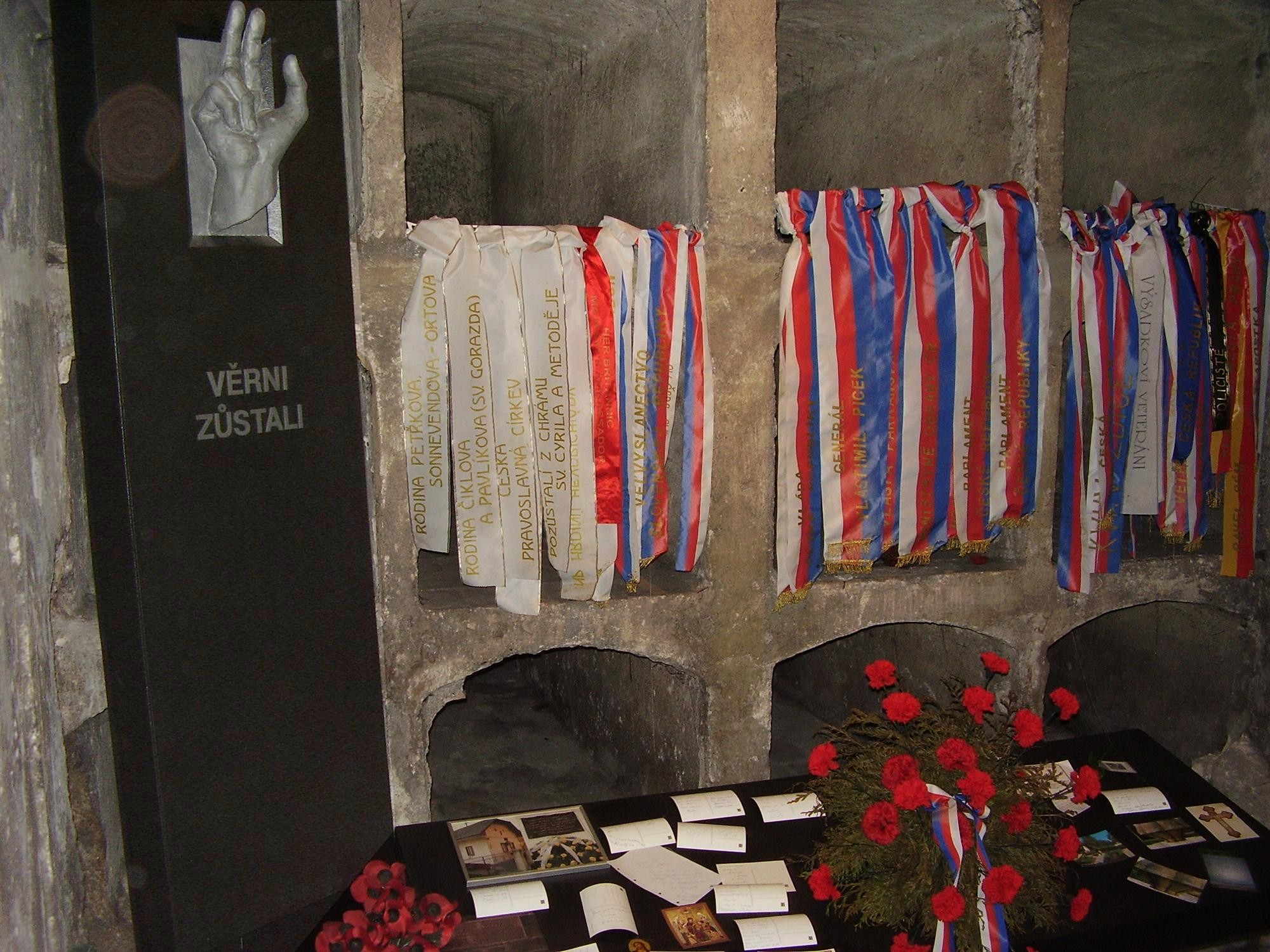
Památník parašutistům, kteří provedli atentát na Reinharda Heydricha

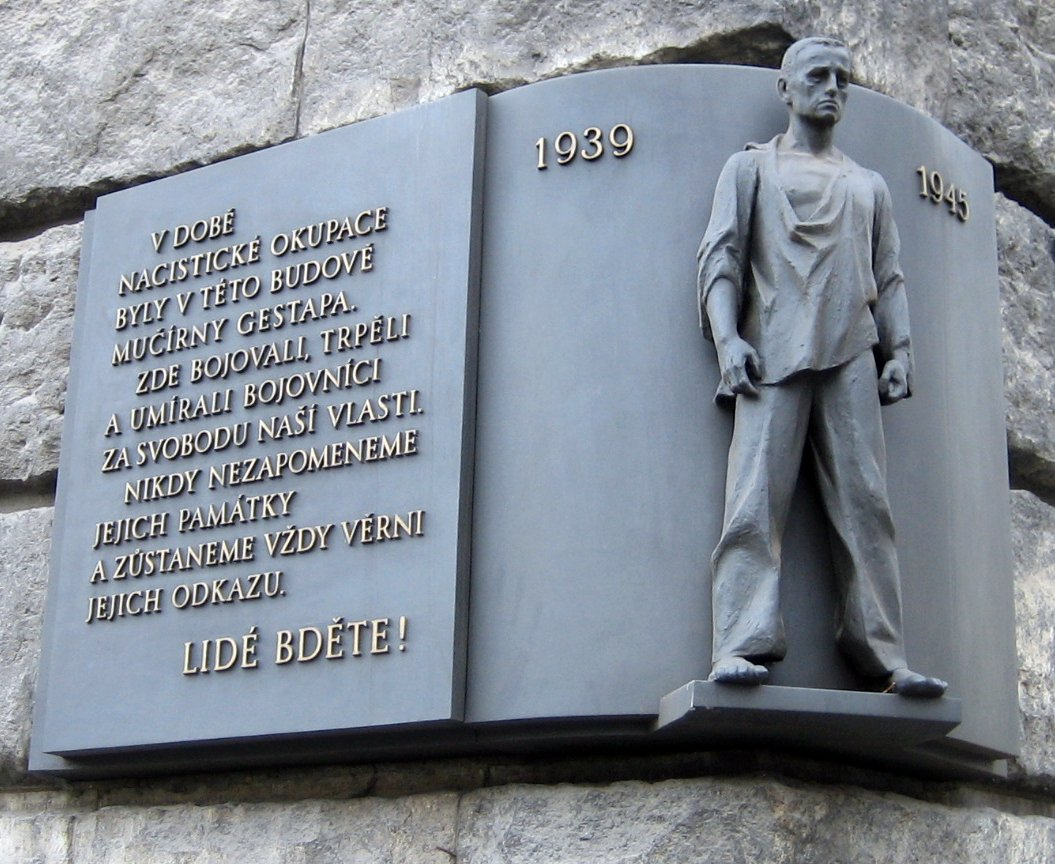
Památník na budově Petschkova paláce, uctívající památku umučených obětí okupace

Československý odboj (1939–1945), zvaný též druhý československý odboj, bylo odbojové hnutí, které se začalo formovat bezprostředně po německé okupaci Čech a Moravy a založení Slovenského státu v březnu 1939 a skončil s porážkou nacistického Německa a osvobozením posledních částí Československa v roce 1945. Dělí se na „domácí“ (působící na území Protektorátu Čechy a Morava a Slovenského státu před jeho osvobozením Spojenci) a „zahraniční“ (působící v zahraničí). Domácí odboj se dělí na „komunistický“ (k největší aktivizaci došlo až v roce 1941) a „demokratický“. Zahraniční odboj pak je dělen na „východní“ (1. československý armádní sbor, 1. československá smíšená letecká divize v SSSR) a „západní“ (československé vojenské pozemní jednotky na Západě, československé perutě v RAF), podle zaměření se potom dělí na politický a vojenský.
Zmíněná rozdělení však nemohou být brána jako definitivní, neboť jedinci z řad komunistů se přidávali v rozporu s oficiální linií strany k odboji proti nacismu již v roce 1939 a někteří příslušníci zahraničního odboje válčili na obou frontách. V době komunistického Československa byl význam západního a demokratického odboje minimalizován a jeho účastníci pronásledováni a vězněni. Význam komunistického a části východního odboje byl oproti tomu zveličován (např. tvrzeními, že komunisté vzdorovali nacistické okupaci od počátku), přesto byla v období 50. let i řada účastníků východního odboje vězněna.

## Zahraniční odboj

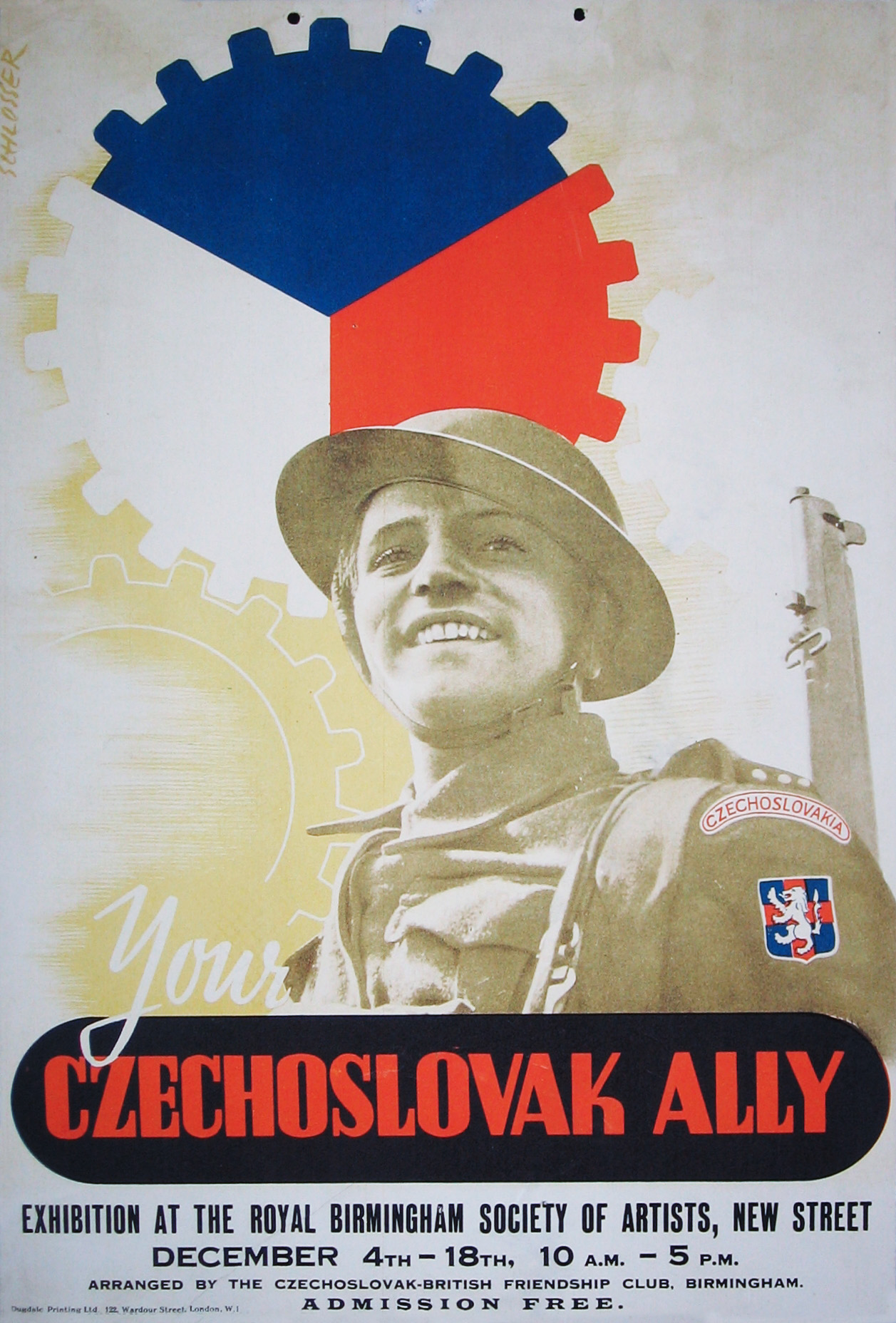
„Váš československý spojenec“, britský plakát přibližující československé exilové vojsko. Na plakátu četař Jan Hrubý, příslušník výsadku Bioscop.

Od jarních měsíců roku 1939 odešlo mnoho (zejména mladých) lidí do zahraničí, aby mohli bojovat proti Německu. 17. října 1939 vznikl v Paříži Československý národní výbor v čele s Edvardem Benešem, který se stal reprezentantem československé emigrace. Beneš se snažil, aby demokratické státy anulovaly Mnichovskou dohodu.
Po pádu Francie se přesunul do Londýna, kde vznikla československá exilová vláda. V čele exilové vlády stál prezident, jímž byl Edvard Beneš, předsedou vlády byl monsignor Jan Šrámek, dále byla zřízena státní rada, ve funkci parlamentu. Tyto orgány byly již v roce 1940 uznány prozatímně, roku 1942 hlavními velmocemi definitivně, přičemž byly odvolány podpisy Francie a Velké Británie pod Mnichovskou dohodou. Londýnské československé ministerstvo národní obrany provádělo řídící a organizační činnost jednak ve vztahu k odboji v protektorátu, jednak zastřešovalo zahraniční bojová uskupení československých vojenských jednotek.
Komunistické zahraniční centrum odboje sídlilo v Moskvě. V jeho čele stáli Klement Gottwald, Rudolf Slánský, Ján Šverma a Václav Kopecký. Až do přepadení SSSR nacistickým Německem  22. června 1941 byla tato skupina spíše v exilu, protože Stalin i Kominterna považovali střetnutí evropských států za válku imperialistickou a odmítali jakoukoliv podporou odboje proti Německu. Od druhé poloviny roku 1941 však došlo k její aktivizaci, přičemž plnila podobné úkoly jako londýnská vláda, avšak její zaměření bylo na československé jednotky v Sovětském svazu a na československý domácí komunistický odboj proti okupaci.

## Domácí odboj

### Protektorát Čechy a Morava
Součástí domácího odboje bylo několik odbojových skupin. Již krátce po Mnichovské dohodě se začala vytvářet odbojová skupina Politické ústředí (PÚ), která vycházela z toho, že dříve či později bude okupován i zbytek Československa.
Další skupinou byl Petiční výbor Věrni zůstaneme (PVVZ), který byl pokračováním Výboru pro pomoc demokratickému Španělsku z poloviny třicátých let a navazoval na petiční akci Věrni zůstaneme z května 1938 v době první mobilizace. Organizace byla složena z významných osobností a sympatizantů levice ze sociální demokracie a národních socialistů. Bývalí českoslovenští vojáci založili v březnu 1939 Obranu národa (ON). Na počátku roku 1940 PÚ, PVVZ a ON vytvořily Ústřední vedení odboje domácího (ÚVOD), které si vytyčilo za úkol sjednocení domácího odboje a koordinaci akcí.
Dále byly založeny skupiny Přípravný revoluční národní výbor, Rada tří, Zpravodajská brigáda, Sokolská revoluční rada a mnoho menších odbojových hnutí s regionálním významem. Po přepadení Sovětského svazu v červnu 1941 se aktivizoval i komunistický odboj, který již od srpna roku 1939 vydával ilegální Rudé právo. V létě 1941 bylo vytvořeno II. ilegální vedení KSČ v čele se Zikou. Na Moravě vzniklo zemské vedení KSČ, které vydávalo ilegální noviny Hlasy z podzemí, od října roku 1942 Moravskou rovnost. Ilegální noviny a časopisy, mezi něž patřil Český kurýr, V boj, tzv. Detektivky (tiskoviny maskované přebalem laciných detektivních románů) a další vydávaly všechny složky odboje. 
Domácí odboj organizoval a prováděl všechny formy odporu proti německé okupační moci, přičemž byl několikrát oslaben zásahem německých bezpečnostních složek, průnikem konfidentů gestapa či vyhlášením stanného práva a s ním spojeného teroru. Když se však v září 1941 stal zastupujícím říšským protektorem Reinhard Heydrich, nechal zlikvidovat prakticky celou první generaci odbojářů, a to včetně předsedy protektorátní vlády Aloise Eliáše. Teprve v zimě 1942 se začaly utvářet nové skupiny odbojářů.
Britští zpravodajci vysoce hodnotili zpravodajské informace z Protektorátu, které dodávali zejména bývalí vojenští zpravodajci. Do sabotážních akcí se zapojila většina železničářů. Mnoho jich za tuto činnost položilo životy. Do odboje se zapojili i zaměstnanci pošt; ministerstvo pošt v roce 1946 uvádělo, že během okupace bylo  popraveno 116 poštovních zaměstnanců a že v káznicích a koncentračních táborech zahynulo 209 zaměstnanců.
Politické cíle demokratického odboje po skončení války se lišily v podstatě jen v míře důraznosti. Nikdo se nechtěl vrátit k systému parlamentní demokracie první republiky, aniž by odmítal masarykovské principy. Šlo zejména o myšlenku obnovy původních hranic Československa, vládu Národní fronty bez opozice, bezpečnostní napojení na Sovětský svaz, vyhnání části kolaborujících nebo všech českých Němců, levicová sociální orientace.
Komunistická část odboje žádný vlastní program neměla, neboť se ideově řídila směrnicemi Komunistické internacionály. Potýkala se také s problémem vyrovnání se s paktem o neútočení Ribbentrop–Molotov. Teprve později vzniká programový koncept o přípravě socialistické revoluce v obnoveném státě.

### Odboj ve Slovenském státě
S rozbitím Československa došlo 14. března 1939 k vytvoření formálně samostatné Slovenské republiky, která však reálně spadala mezi satelity nacistického Německa. U většiny Slováků, kteří si v prvních letech existence nového státu plně neuvědomovali omezenou míru jeho suverenity, vzbuzovalo vytvoření Slovenského státu zesílenou národní hrdost. Většinové ztotožnění slovenské společnosti s novým režimem pak zajistila hospodářská konjunktura způsobená německými vojenskými zakázkami a s tím spojené zlepšení sociálních podmínek značné části místního obyvatelstva.

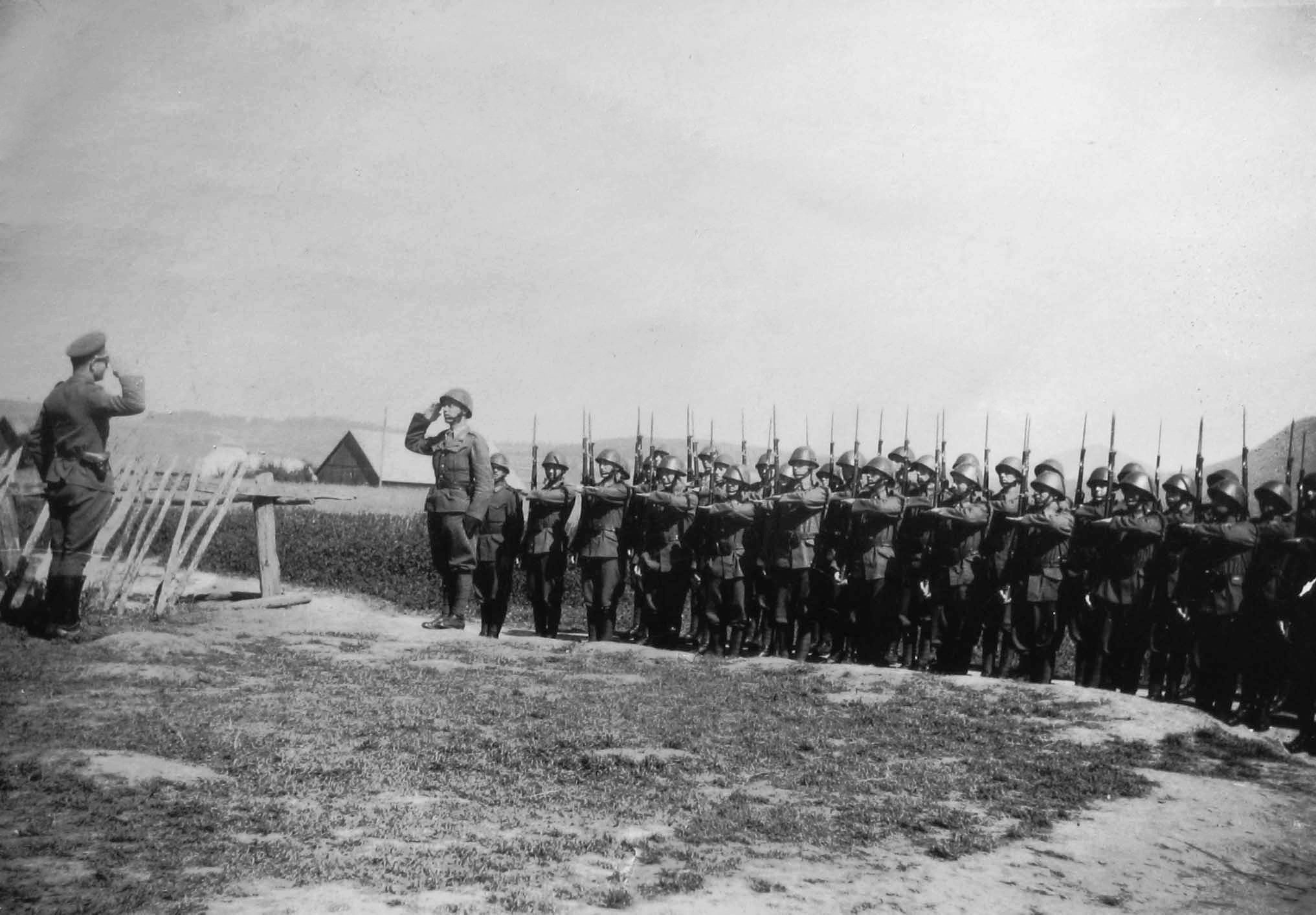
Příslušníci 11. dělostřeleckého protilietadlového pluku 1. československé armády na Slovensku, kteří se zúčastnili bojů Slovenského národního povstání

Výše zmíněné důvody z počátku značně oslabovaly opozici luďáckého režimu. Přesto se proti Slovenskému státu postupně profilují jeho domácí odpůrci. Přirozenými nepřáteli zdejšího klerofašistického režimu byli slovenští komunisté, příslušníci evangelických církví, příznivci znovuobnovení jednotného Československa a židé. Část nespokojených Slováků navíc zamířila do exilu, kde po vypuknutí války spolu se slovenskými krajany často vstupovali do československých jednotek budovaných v zahraničí. Odboj na území Slovenského státu zesílil po napadení Sovětského svazu v roce 1941. Teprve tehdy se obyvatel prostřednictvím přídělového systému dotkly válečné útrapy, na východní frontě utrpěly slovenské jednotky nezanedbatelné ztráty a režim instruovaný nacisty zostřil perzekuci svých odpůrců a také přikročil k deportacím Židů. Významně se na aktivizaci odboje na Slovensku podílely velké porážky Osy v roce 1943.
Také na Slovensku lze odbojové skupiny rozdělit na demokratické a komunistické. Mezi nejvýznamnější nekomunistické se řadily skupiny Jána Ursínyho, Jána Lichnera, Vavro Šrobára, Jozefa Lettricha či skupina Flóra, v níž působila Květoslava Viestová. Z představitelů komunistického odboje lze uvést Karola Šmidkeho, Gustáva Husáka, Laca Novomeského, Júlia Ďuriše nebo Ľudovíta Benadu. Významný krok pro slovenský odboj představovalo uzavření Vánoční dohody na konci roku 1943, které znamenalo sjednocení zdejších odbojových skupin a vytvoření Slovenské národní rady.
Slovenská národní rada v koordinaci s ilegálním Vojenským ústředím, jež se vytvořilo na velitelství slovenské záložní armády v Banské Bystrici okolo podplukovníka Jána Goliana, pak začala s přípravou ozbrojeného povstání, které by svrhlo luďácký režim. Povstalci napojení na londýnskou vládu počítali s otevřením karpatských průsmyků na východním Slovensku před postupující Rudou armádou. Zvýšená aktivita místních partyzánů však vyprovokovala německé orgány k předběžnému zásahu. Německé jednotky začaly s obsazováním Slovenska a Slovenské národní povstání proto muselo vypuknout předčasně. Přestože se do něj zapojilo na 60 000 slovenských vojáků a 18 000 partyzánů a povstalci mezi srpnem a říjnem 1944 krátce ovládali většinu středního Slovenska, lépe vyzbrojené německé oddíly tuto vzpouru potlačily a přeživší povstalci byli zatlačeni do hor. Odzbrojení východoslovenských divizí navíc znemožnilo otevření průsmyků sovětům a Rudá armáda spolu s 1. československým armádním sborem musela před přechodem na Slovensko vybojovat bitvu o Dukelský průsmyk.
Po porážce povstání se luďácký režim spolu s německými oddíly obrátil proti domácímu obyvatelstvu. Na teroru, vypálení mnoha slovenských vesnic a usmrcení více než pěti tisíc místních, se podílely i oddíly Hlinkových gard. Část partyzánů se proto ze slovenského území stáhla na Moravu a podpořila tak zdejší sílící partyzánský odboj.

## Partyzánský odboj

### Partyzánský odboj v Protektorátu Čechy a Morava
Partyzánské hnutí v českých zemích v období německé okupace 1939–1945 se stalo jednou ze složek českého protinacistického odboje. Stejně jako všeobecný odboj, tak i partyzánský odboj se dělí na komunistický a nekomunistický. Komunistický odboj organizovala v prvních letech okupace samotná KSČ, avšak postupem času se stával stále více závislý na Sovětském svazu – a to jak materiálně, tak politicky. Naproti tomu nekomunistický odboj, který zastřešovala odbojová centrála Ústředního vedení domácího odboje, úzce spolupracoval s Londýnem a byl prakticky řízen a podporován londýnskou exilovou vládou. I když mezi těmito složkami odboje vznikala určitá forma kooperace a spolupráce, jednalo se o dvě samostatné a nezávislé součásti odboje.

### Počátky odboje
V letech 1939–1941 se o partyzánském odboji dá mluvit velmi stěží. Zprávy z úřadoven gestapa hovořily o narůstání počtu zmetků, o poškozování strojů, dopravních prostředků a zařízení, o zadírání ložisek na železničních vagónech a přeřezávání brzdových hadic, ale jednalo se o sabotáže, které prováděli občané, kteří žili běžným životem a prováděli odbojovou činnost takříkajíc „při zaměstnání.“

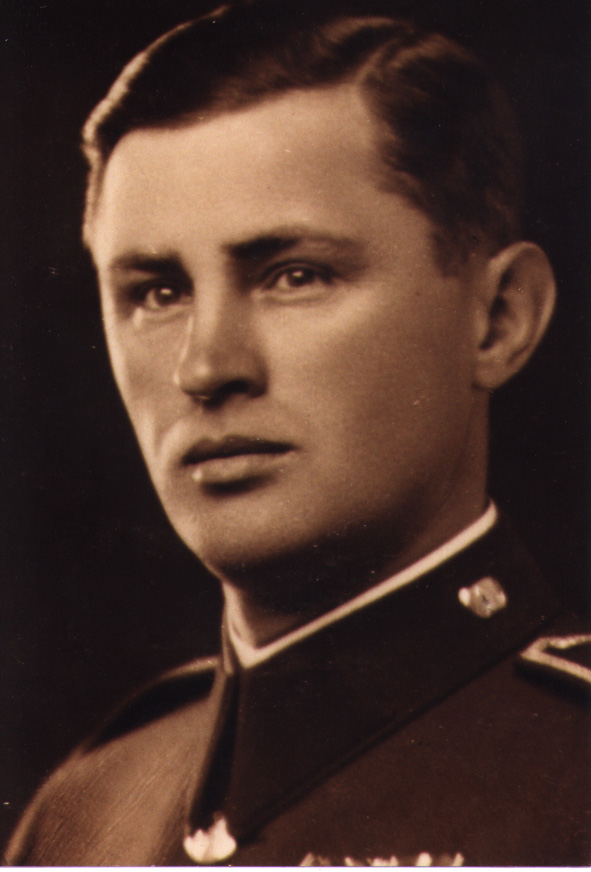
Generál Josef Mašín, aktér čs. domácího odboje

Koncem léta 1941 byly uskutečněny první výsadky čs. vojáků ze Sovětského svazu na Moravu (např. výsadek Aroš), avšak tyto skupiny byly záhy zlikvidovány gestapem. V dubnu 1941 zahájilo londýnské MNO první vlnu výsadků z Anglie. Prvním výsadkem byla neúspěšná operace Benjamin. Následovaly např. výsadky Percentage, Silver A, Silver B, Anthropoid, Zinc, Out Distance, Bioscop, Bivouac, Steel, Operace Intransitive, Tin a řada dalších. Úkoly těchto skupin se lišily; od diverzních (např. atentát na Heydricha výsadku Anthropoid), přes úkoly zpravodajské, sabotážní, spojové či kurýrní. Avšak i ony byly gestapem většinou rozbity. Úspěchy zaznamenaly až skupiny vysazené v druhé polovině války.
První partyzánské skupiny (např. Zelený kádr, Jiskra) začaly vznikat v druhé polovině roku 1942, přičemž činnost většiny z nich byla soustředěna na Moravě. Do těchto oddílů přicházeli zejména lidé, kteří se museli skrývat před nacisty, či uprchlí sovětští váleční zajatci. Další partyzánské skupiny vznikly v roce 1943, na což gestapo reagovalo reorganizací vedoucích služeben v Praze a v Brně, kde vznikla oddělení IV, která byla rozdělena na příslušné referáty (např. IV 2b 1 – partyzáni a parašutisté, IV 2b 2 – zpravodajská poznávací služba atd.). K rozbití odbojových skupin používalo gestapo různé metody, z nichž snad nejúčinnější byl průnik českých konfidentů do jejich organizace a následné pozatýkání a popravy. Partyzánské skupiny využívaly zejména hornatého a lesního terénu Hostýnských vrchů, Oderských vrchů, Beskyd, Českomoravské vrchoviny, Rožmitálska, Příbramska, Podbrdska aj.

### Rozmach odboje
Jak se válečná situace začala měnit v neprospěch Osy, začaly ožívat plány a ozbrojené povstání proti německým okupantům. Ministerstvo obrany exilové vlády v Londýně začátkem roku 1944 vytvořilo Štáb pro vybodování branné moci, který začal připravovat plány pro několik typů povstání. Nejprve měly být na území Protektorátu vysazeny vzdušné výsadky, jejichž členové by zorganizovali podzemní armádu, podobnou zlikvidované Obraně národy. Vzdušnou cestou by pak těmto oddílům měly být dopraveny zbraně.
Roku 1944 tak došlo ke zřetelnému rozmachu partyzánských oddílů, přičemž výsadky byly uskutečňovány jak z východu, tak ze západu. Od dubna do července 1944 bylo na území Protektorátu vysazeno devět skupin z Anglie (Calcium, Barium, Sulphur, Chalk, Clay, Carbon, Spelter, Potash, Glucinium), které měly vytvářet bojové skupiny a kádr pro připravované povstání. Jedině skupinám Calcium, Barium a Clay se podařilo zachytit, ostatní Gestapo pozatýkalo či neuspěly z jiných důvodů. Britové snahy exilové vlády podporovali, ale po neúspěchu Varšavského povstání, které Němci krvavě potlačili, si Britové uvědomili nereálnost těchto plánů. Zamyšlené dodávky zbraní, ke kterým mělo dojít koncem roku 1944, britská vláda odvolala. Analýza, kterou vypracovalo exilové ministerstvo národní obrany, konstatovala, že povstání lze uskutečnit jedině za podpory spojeneckých armád. Masové vyzbrojování povstalců vzdušnou cestou nebylo možné.
29. srpna začalo na sousedním Slovensku Slovenské národní povstání, ale po dvou měsících skončilo porážkou povstalců. Němci pak z preventivních důvodů převeleli české Vládní vojsko do Itálie a českým policistům odebrali pušky.
Nejznámějšími partyzánskými oddíly na území Čech a Moravy byly skupina Sever, Dr. M. Tyrš, Srp a kladivo, Rudá stráž, Jan Kozina, Jan Žižka, brigáda Jana Husa, Jermak aj. Za této situace gestapo zdokonalovalo svou činnost a „přitvrzovalo“ v různých opatřeních na potlačení partyzánské činnosti.
Na přelomu října a listopadu 1944 působily na Moravě speciální bezpečnostní jednotky (ZbV-Kommando), jejichž úkolem bylo vedení boje proti partyzánům a parašutistům. Řada jejich příslušníků měla zkušenosti z bojů proti partyzánům ve Francii či Jugoslávii. Přes tato opatření se podařilo dominantní partyzánské skupině na Moravě, oddílu Jana Žižky, provádět stále více bojových akcí (přepadávání četnických stanic, protektorátních budov a institucí, přepady nacistických stráží, diverze zaměřené na komunikace a spoje). 16. listopadu 1944 zahájily nacistické jednotky na východní Moravě protipartyzánskou operaci „Tetřev,“ která spočívala v uzavření oblasti a pročesávání terénu. Její výsledek byl tristní, takže po týdnu byla akce odvolána.
Nacisté však zahájili další vlnu teroru a perzekuce proti civilnímu obyvatelstvu. Pro výstrahu byli veřejně na místě popravováni nejen lidé, kteří partyzánům pomáhali, ale i lidé, u nichž bylo pouhé podezření z podpory partyzánských oddílů. Díky tomu, že protipartyzánský boj na východní Moravě vázal značné síly okupantů, došlo v samém závěru roku 1944 k nárůstu partyzánských skupin na Českomoravské vrchovině. V prosinci roku 1944 sem ze Slovenska přešla sovětská skupina Zarevo, což byla zvláštní jednotka plnící kontrarozvědné úkoly. Rozmach partyzánského hnutí znamenal i to, že velitelé jednotlivých skupin navazovali mezi sebou kontakty a koordinovali svoji činnost.
V únoru 1945 založily odbojové organizace Rada tří, IV. ilegální ÚV KSČ a Ústřední rada odborů vrcholný orgán odboje - Českou národní radu (ČNR). Předsedou se stal literární vědec Albert Pražák, ale hlavní slovo v ní měl komunista Josef Smrkovský. Kapitán Jaromír Nechanský, který byl do Prahy vyslán v rámci výsadku Platinum-Pewter a stal se předsedou vojenské komise ČNR, vyslovil své zklamání ze stavu příprav povstání. Politici se dohadovali o funkce, vojensky nebylo učiněno nic, povstalci neměli zbraně.
Další významnou skupinou, která připravovala protiněmecké povstání, byla skupina kolem bývalých důstojníků Raimunda Mrázka a Františka Bürgera. O ČNR a jejích aktivitách nevěděli.  Členy této skupiny byli i generálové František Slunečko a Karel Kutlvašr, společně utvořili Vojenské velitelství Velké Prahy Bartoš. Krátce před vypuknutím povstání se velitelství Bartoš dostalo do kontaktu s ČNR, nebyl ale už čas na zkoordinování akcí.

### Vyvrcholení odboje

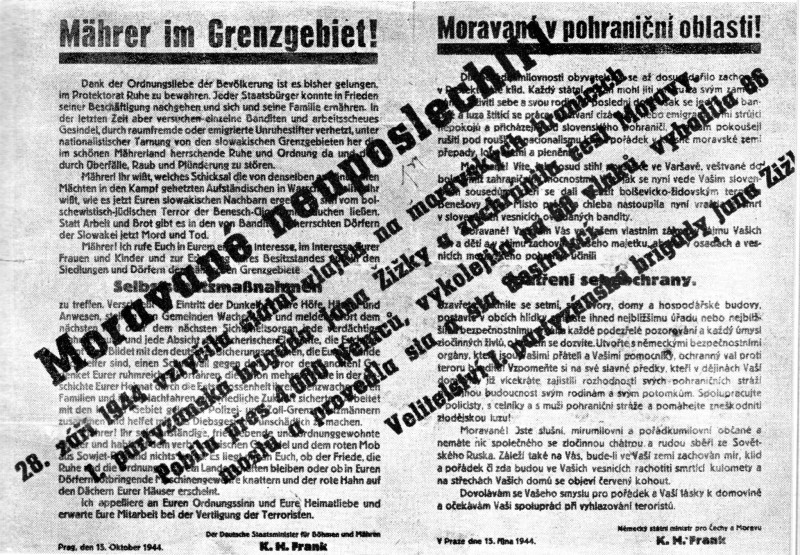
Partyzánská odpověď na provolání K. H. Franka

Počátkem roku 1945 ukázali nacisté svoji moc, když se jim za pomocí konfidentů gestapa podařilo paralyzovat některé partyzánské skupiny. Přes tyto dílčí problémy však již byl odboj natolik silný, že jej to zřetelně nepoškodilo. V únoru a březnu dochází k ofenzivnímu nástupu partyzánů a k provádění dalších výsadků ze zahraničí (například Platinum). Zatímco západní odboj se spíš soustředil na vytváření podmínek pro celonárodní povstání, úkolem komunistického odboje bylo usnadnění postupu Rudé armády a rychlé osvobození republiky. V březnu 1945 sliboval generál Sergěj Ingr sliboval odbojářům vzdušné dodávky zbraní, radiostanic a dalšího vojenského materiálu, nakonec ho ale bylo dodáno poměrně málo. Dodávky ze Spojeného království začaly v polovině března 1945 a byly stíhany mnoha problémy. Do 5. května 1945 se jimi podařilo vyzbojit jen asi 1600 mužů, což bylo pro povstání nedostatečné. 27. dubna dodal zbraně také Sovětský svaz, další dodávku poslal v průběhu povstání. Povstalci plánovali přepadnou některé německé sklady a dovyzbrojit se ukořistěnými zbraněmi.

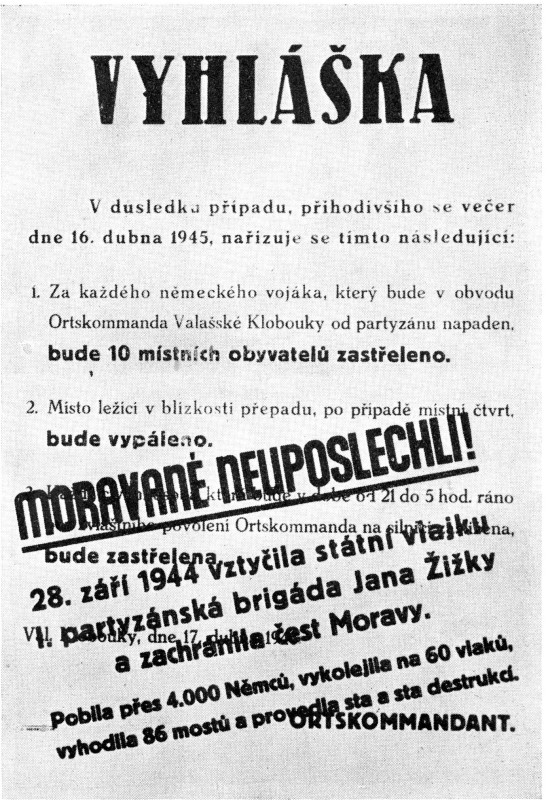
Partyzánská odpověď německé vyhlášce

Prozápadně orientovaná organizace Rada tří usilovala o jednotné vedení domácího odboje, avšak partyzánské hnutí zůstalo orientováno na dvě základní skupiny („východní“ a „západní“), které však spolu v závěru války úzce spolupracovaly. Během dubna 1945 se v českých zemích rozpoutal ozbrojený boj, který v mnoha místech (zejména na Moravě) přecházel v partyzánskou válku. Začala zejména bitva o koleje, na což 10. 4. 1945 reagoval i nacistický polní maršál Keitel, který žádal K. H. Franka, aby byl bezpodmínečně udržen provoz na železnicích v týlu skupiny armád „Mitte.“
Přesto byly stále přepadávány německé kolony, byly vypouštěny pohonné hmoty z cisteren, vykolejovány vlaky, vyhazovány mosty. Dokonce onoho 10. dubna byla vyhozena důležitá železniční trať Brno–Jihlava, která nebyla až do konce války opravena. Při této akci byl vyhozen do povětří německý vojenský transport, při kterém zahynulo nebo bylo zraněno téměř 200 osob. Od poloviny roku 1944 do konce války bylo partyzány v protektorátu provedeno více než 300 útoků na železniční tratě. Kromě diverzních akcí na kolejích byly přepadávány nacistické posádky, muniční sklady, vojenské objekty, bylo přerušováno elektrické a telefonní a telegrafní vedení. 19. dubna 1945 nacisté vydrancovali a vypálili obec Ploština a její obyvatele za podporu partyzánů zaživa upálili. O čtyři dny později postihl stejný osud obec Prlov, kde ten den zahynulo 18 lidí a pět dalších zemřelo v souvislosti s další akcí SS na Vařákových pasekách v katastru obce Lačnov 1. května 1945.

### Květnové povstání

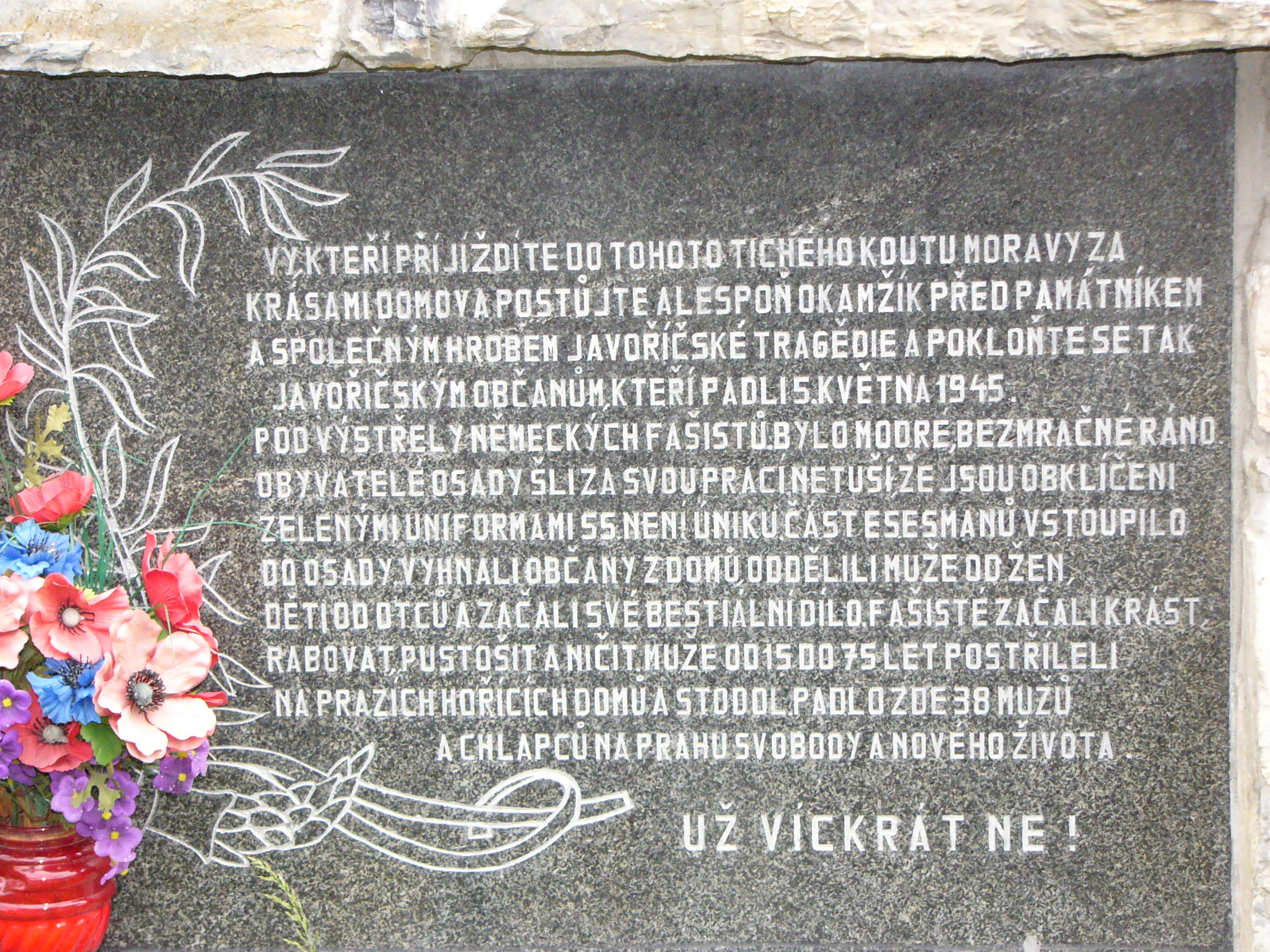
Pamětní deska připomínající německý masakr v Javoříčku

Dne 1. května 1945 vypuklo v Přerově i na jiných místech květnové povstání, které bylo řízeno odbojovými skupinami a kterého se v masovém měřítku zúčastnily i partyzánské oddíly. Byl ztěžován ústup nacistickým jednotkám, přerušováno spojení, stavěny zátarasy, na střední Moravě nefungovala elektřina. Byl znemožněn odvoz cenného materiálu a strojů z českých továren do Německa (plán ARLZ).
Partyzáni vázali i část represivních sil, které byly určeny na potlačování povstání v Praze i v jiných městech. V této pro nacisty bezvýchodné situaci stále ještě docházelo k brutalitě a teroru vůči civilnímu obyvatelstvu, přičemž stačil jen náznak podezření ze spolupráce s partyzány. 5. května byla dokonce srovnána se zemí moravská obec Javoříčko a všichni muži byli zastřeleni. O den později obklíčilo německé vojsko obce Zlatníky a Dolní Břežany a povraždili muže, kteří byli přítomni. V Psárech u Jílového bylo postříleno a ubito 11 mužů jako pomsta za to, že se německá vojska zdržela při odstraňování záseků, které postavili partyzáni. Vraždění bezbranných civilistů v souvislosti s odbojem a partyzánským bojem pokračovalo v posledních dnech války na mnoha dalších místech. V samém závěru války docházelo i k otevřeným bojovým střetnutím partyzánských skupin s německou armádou (Podkrkonoší, Českomoravská vysočina, jižní Čechy).

### Specifika partyzánské války v Čechách a na Moravě
Pokud porovnáme partyzánskou válku v Čechách a na Moravě s partyzánským odbojem v jiných zemích, pak se nám může jevit tento odpor v globálu druhé světové války jako zanedbatelný. Problémem našeho území bylo, že zde nešlo vytvořit partyzánské oblasti a kraje, jako v Bělorusku, na Ukrajině či v Jugoslávii. Na území Protektorátu (tedy bez pohraničních oblastí současného Česka) byl nedostatek souvislých zalesněných ploch, dále zde byla hustá síť komunikací a možnost soustředění okupačních jednotek ve více oblastech. Z těchto důvodů docházelo k zakládání menších oddílů, které měly za úkol zejména diverzní akce a jinou odbojovou činnost. Přesto se jednalo o významnou složku odboje, která se dokázala postavit okupační moci a která přispěla k urychlení osvobození naší vlasti.